# Peurarivier
Peurarivier (Zweeds – Fins: Peurajoki) is een rivier, die stroomt in de Zweedse  gemeente Pajala. De rivier verzorgt de afwatering van een moerasgebied, dat ten noorden ligt van de Kierrevallei. Ze stroomt naar het zuidoosten, vloeit samen met de Kierrerivier, op weg naar de Merasrivier.
Afwatering: Peurarivier → Merasrivier → Muonio → Torne → Botnische Golf